# TVP Gdańsk
TVP Gdańsk ist eine regionale Niederlassung der Telewizja Polska für die Woiwodschaft Pommern, die an alle Programme der TVP regionale Beiträge liefert. Sie hat ihren Sitz in Gdańsk in der ul. Czyżewskiego 42.

## FensterprogrammTVP3 Gdańsk
TVP3 Gdańsk ist das regionale Fensterprogramm, das auf TVP Regionalna ausgestrahlt wird. Bis zum 31. August 2013 wurden die Regionalfenster der 16 regionalen Sender auf TVP Info ausgestrahlt. Seit 2016 werden diese 18 Stunden lang auf dem Sender TVP3 ausgestrahlt.
Über aktuelle Ereignisse in der Region berichtet die Hauptnachrichtensendung Panorama.

Logo bis zum 31. August 2013
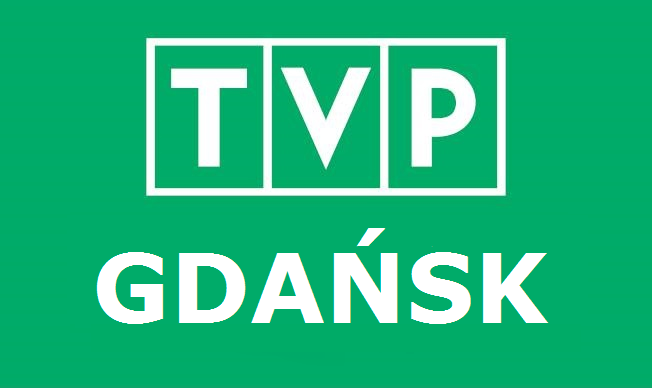
Logo vom 1. September 2013 bis 2016
Aktuelles Logo seit 2016

## Weblink
- Offizielle Seite (polnisch)